# (6986) Asamayama
(6986) Asamayama (1994 WE) – planetoida z pasa głównego asteroid okrążająca Słońce w ciągu 5,02 lat w średniej odległości 2,93 j.a. Odkryta 24 listopada 1994 roku.